# Hostun
Pour l’article homonyme, voir Maison d'Hostun, qui désigne la famille ayant tenu la localité à fief pendant plusieurs siècles.
Hostun est une commune française située dans le département de la Drôme, en région Auvergne-Rhône-Alpes.

## Géographie

### Localisation
Hostun est située à 15 km à l'est de Romans-sur-Isère.

### Relief et géologie
Sites particuliers :
- Bramefam (1 010 m) ;
- Col des Cordeliers (987 m) ;
- Col des Marchands (954 m) ;
- les Grands Essarts (993 m).

### Hydrographie
La commune est arrosée par les cours d'eau suivants :
- le Bessey ;
- Ravin de Laya ;
- Ravin des Coulères.

### Climat
Pour des articles plus généraux, voir Climat d'Auvergne-Rhône-Alpes et Climat de la Drôme.
En 2010, le climat de la commune est de type climat méditerranéen altéré, selon une étude du CNRS s'appuyant sur une série de données couvrant la période 1971-2000. En 2020, Météo-France publie une typologie des climats de la France métropolitaine dans laquelle la commune est exposée à un climat de montagne ou de marges de montagne et est dans la région climatique  Alpes du nord, caractérisée par une pluviométrie annuelle de 1 200 à 1 500 mm, irrégulièrement répartie en été. 
Pour la période 1971-2000, la température annuelle moyenne est de 12,3 °C, avec une amplitude thermique annuelle de 17,8 °C. Le cumul annuel moyen de précipitations est de 1 027 mm, avec 8,6 jours de précipitations en janvier et 5,9 jours en juillet. Pour la période 1991-2020, la température moyenne annuelle observée sur la station météorologique de Météo-France la plus proche, « Rochefort-Samson_sapc », sur la commune de Rochefort-Samson à 8 km à vol d'oiseau, est de 12,4 °C et le cumul annuel moyen de précipitations est de 1 024,4 mm,. Pour l'avenir, les paramètres climatiques de la commune estimés pour 2050 selon différents scénarios d'émission de gaz à effet de serre sont consultables sur un site dédié publié par Météo-France en novembre 2022.

## Urbanisme

### Typologie
Au 1er janvier 2024, Hostun est catégorisée bourg rural, selon la nouvelle grille communale de densité à 7 niveaux définie par l'Insee en 2022.
 Par ailleurs la commune fait partie de l'aire d'attraction de Romans-sur-Isère, dont elle est une commune de la couronne. Cette aire, qui regroupe 30 communes, est catégorisée dans les aires de 50 000 à moins de 200 000 habitants.

### Occupation des sols
L'occupation des sols de la commune, telle qu'elle ressort de la base de données européenne d’occupation biophysique des sols Corine Land Cover (CLC), est marquée par l'importance des territoires agricoles (57,6 % en 2018), en diminution par rapport à 1990 (59,9 %). La répartition détaillée en 2018 est la suivante : forêts (37,7 %), terres arables (33,6 %), zones agricoles hétérogènes (16,9 %), cultures permanentes (4,4 %), mines, décharges et chantiers (3,1 %), prairies (2,7 %), zones urbanisées (1,7 %). L'évolution de l’occupation des sols de la commune et de ses infrastructures peut être observée sur les différentes représentations cartographiques du territoire : la carte de Cassini (XVIIIe siècle), la carte d'état-major (1820-1866) et les cartes ou photos aériennes de l'IGN pour la période actuelle (1950 à aujourd'hui).

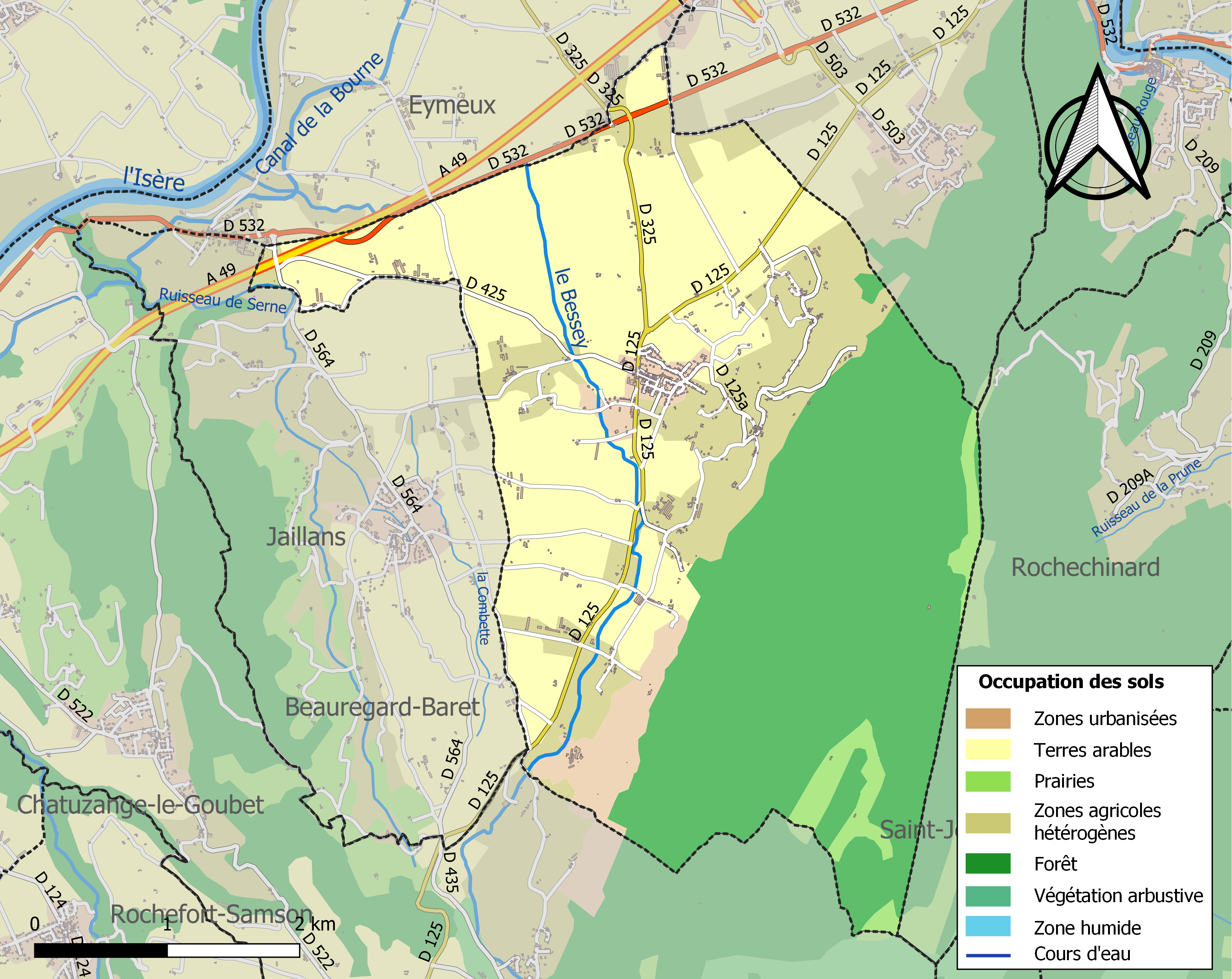
Carte des infrastructures et de l'occupation des sols de la commune en 2018 (CLC).

### Morphologie urbaine

#### Quartiers, hameaux et lieux-dits
Site Géoportail (carte IGN) :
- Boulogne
- Flandrin
- la Chardonnière
- la Fournache
- la Grange des Prés
- la Grange Neuve
- la Maison Blanche
- la Roche
- la Teppe
- le Bessey
- le Château
- le Dégoutoux
- le Pertus
- le Pouet
- les Actes
- les Arbods
- les Berthonnettes
- les Bruyères
- les Cognets
- les Combes (nord)
- les Combes (sud)
- les Coqs
- les Diacques
- les Fauries
- les Ferrands
- les Fraisses
- les Guerbys
- les Marchands
- les Merles
- les Perrets
- les Perrières
- les Perrots
- les Plats
- les Royannais
- les Seilles
- les Tortelons
- les Vignons
- le Verger
- Mottet
- Noyeratte
- Perdriot
- Pré des Fourmis
- Saint-Benoît
- Saint-Martin
- Saint-Maurice
- Trappet

Les principaux hameaux sont Saint-Maurice (mairie), Saint-Martin, Les Combes, Les Royannais, La Fournache.

### Voies de communication et transports
La commune est desservie par les routes départementales D 125, D 125a, D 325, D 425 et D 532.
L'autoroute A49 passe au nord-ouest de la commune ; le péage le plus proche est sur la commune voisine de La Baume-d'Hostun.

## Toponymie

### Attestations
Dictionnaire topographique du département de la Drôme :
- XIe siècle : mention de l'église Saint-Martin : Sanctus Martynus ecclesia Ostum (cartulaire de Romans, 226).
- 1170 : Osteon (cartulaire des hospitaliers, 6).
- 1178 : Osteu (cartulaire de Léoncel, 27).
- 1195 : Ostiun (cartulaire de Léoncel, 58).
- 1202 : Ostaeu (cartulaire des hospitaliers, 51).
- 1207 : Ostehum (cartulaire des hospitaliers, 62).
- 1214 : Austeun (cartulaire des hospitaliers, 46).
- 1215 : Oustau (cartulaire des hospitaliers, 77).
- 1232 : Hostium (cartulaire de Léoncel, 111).
- 1238 : mention du château : castrum Augustidini (Gall. christ., XVI, 114).
- 1240 : mention du château : castrum de Hosteun (cartulaire de Romans, 370).
- 1249 : mention du prieuré Saint-Martin : prioratus Sancti Martini d'Austeu (cartulaire de Léoncel, 162).
- 1263 : de Octuduno (cartulaire de Léoncel, 212).
- 1266 : mention du château : castrum d'Auteu (cartulaire de Léoncel, 225).
- 1293 : Outuon (inventaire des dauphins, 1708).
- 1293 : mention de l'église Saint-Martin : ecclesia Sancti Martini de Æstuno (cartulaire de Saint-Robert, 12).
- 1294 : Housteunum et Houstadunum (inventaire des dauphins, 1707 et 1709).
- 1300 : mention du château : castrum de Hosteduno (inventaire des dauphins, 1709).
- 1300 : mention du prieuré Saint-Martin : prioratus Sancti Martini Hostunduno (cartulaire de Saint-Robert, 19).
- 1327 : mention du château : castrum Austheduni (inventaire des dauphins, 42).
- 1334 : Ostedunum (inventaire des dauphins, 232).
- 1334 : mention du château : castrum Ostoduni (inventaire des dauphins, 48).
- 1359 : Hostendunum (cartulaire de Romans, pièces just., 19).
- XIVe siècle : mention du prieuré Saint-Martin : prioratus Sancti Martini de Hostuduno (pouillé de Valence).
- XVe siècle : mention du prieuré : prioratus Hosteduni (pouillé de Valence).
- XVe siècle : mention du château : Ostuns (terrier de Parnans).
- 1430 : Otun (doc. inédits, 359).
- 1515 et 1540 : mention de la paroisse : cura Hosteduni (rôle de décimes).
- 1584 : Aultun (mémoires d'Eustache Piémond, 193).
- 1630 : Autung (archives de la Drôme, E 793).
- 1666 : Autun (archives de la Drôme, E 2428).
- 1891 : Hostun, commune du canton de Bourg-de-Péage, dont le chef-lieu est au village de Saint-Martin-d'Hostun.

### Étymologie
Le toponyme est vraisemblablement issu du gallo-latin Augustus et -dunum[réf. nécessaire].
- Cf. Augustodunum (Autun, dans le Morvan), cité fondée durant le règne d'Auguste (son nom signifie « la forteresse d'Auguste » (voir article dun).

## Histoire

### Antiquité: les Gallo-romains
L'étymologie August- et -dunum laisse supposer une implantation gallo-romaine[réf. nécessaire].

### Du Moyen Âge à la Révolution
La seigneurie :
- Au point de vue féodal, Hostun était une terre (ou seigneurie) du fief des dauphins.
- La plus grande partie appartient dès le XIIIe siècle à une famille de son nom.
- Les Hostun acquièrent le reste des Chevanas, des Guélin de Rochechinard et d'autres coseigneurs.
- 1615 : les biens de la branche ainée des Hostun passent (par mariage) aux Lionne.
- 1713 : Hostun est vendu au maréchal de Tallart. Ce dernier avait déjà obtenu, en 1712, l'érection en duché (sous le nom d'Hostun) des terres de la Baume-d'Hostun, la Motte-Fanjas, Oriol-en-Royans, Saint-Jean-en-Royans, Saint-Just-de-Claix, Saint-Martin-le-Colonel, Saint-Nazaire-en-Royans et Saint-Thomas en duché, sous le nom d'Hostun. Il y fit donc entrer la terre d'Hostun, ainsi que celle d'Eymeux.
- 1715 : le maréchal obtient l'élévation du duché en duché-pairie
- 1755 : faute d'héritier mâle, le duché d'Hostun passe (par héritage) aux Sassenage.
- Il passe (par mariage) aux Bruck, aux Talarn et aux Bérenger, peu de temps avant la Révolution.

1789 (démographie) : 134 chefs de familles.
Avant 1790, Hostun était une communauté de l'élection et subdélégation de Romans et du ressort de la justice du duché-pairie d'Hostun dont le siège était à Saint-Marcellin.

Elle formait une paroisse du diocèse de Valence dont l'église, dédiée à saint Martin, était celle d'un prieuré de l'ordre de Saint-Benoît connu dès 1248 et placé en 1293 dans la dépendance du prieuré Saint-Robert-de-Cornillon, près de Grenoble. Le titulaire de ce prieuré était collateur et décimateur dans la paroisse d'Hostun.

### De la Révolution à nos jours
En 1790, Hostun devient le chef-lieu d'un canton du district de Romans comprenant les municipalités de Hostun, Beauregard, Crispalot, la Baume-d'Hostun et Saint-Nazaire-en-Royans. La réorganisation de l'an VIII (1799-1800) en fait une simple commune du canton de Bourg-de-Péage, formant (en 1891) deux paroisses dites de Saint-Martin et de Saint-Maurice.
Le vieux village d'Hostun était situé en hauteur. Au cours des XVIIIe et XIXe siècles, l'habitat commence à descendre et à s'établir dans la plaine, au lieu-dit Saint-Maurice.

En 1839, le curé proposa le déménagement de la paroisse, d'autant que la vieille église était en piteux état. Cela provoqua la révolte des habitants du haut village, conduits par un bourgeois voltairien, ce qui bloqua le conseil municipal pendant dix ans.

En 1847, le prêtre fut chassé de son presbytère.

La révolution de février 1848 permit la nomination d'un nouveau prêtre et le début des travaux. Le parti haut incendia le chantier, puis se détermina à passer au calvinisme. Une maîtresse d'école protestante fut nommée.

Pour éviter de tout perdre, l'évêque créa deux paroisses.

Finalement, en 1864, un débat public permit la résolution du conflit.

## Politique et administration

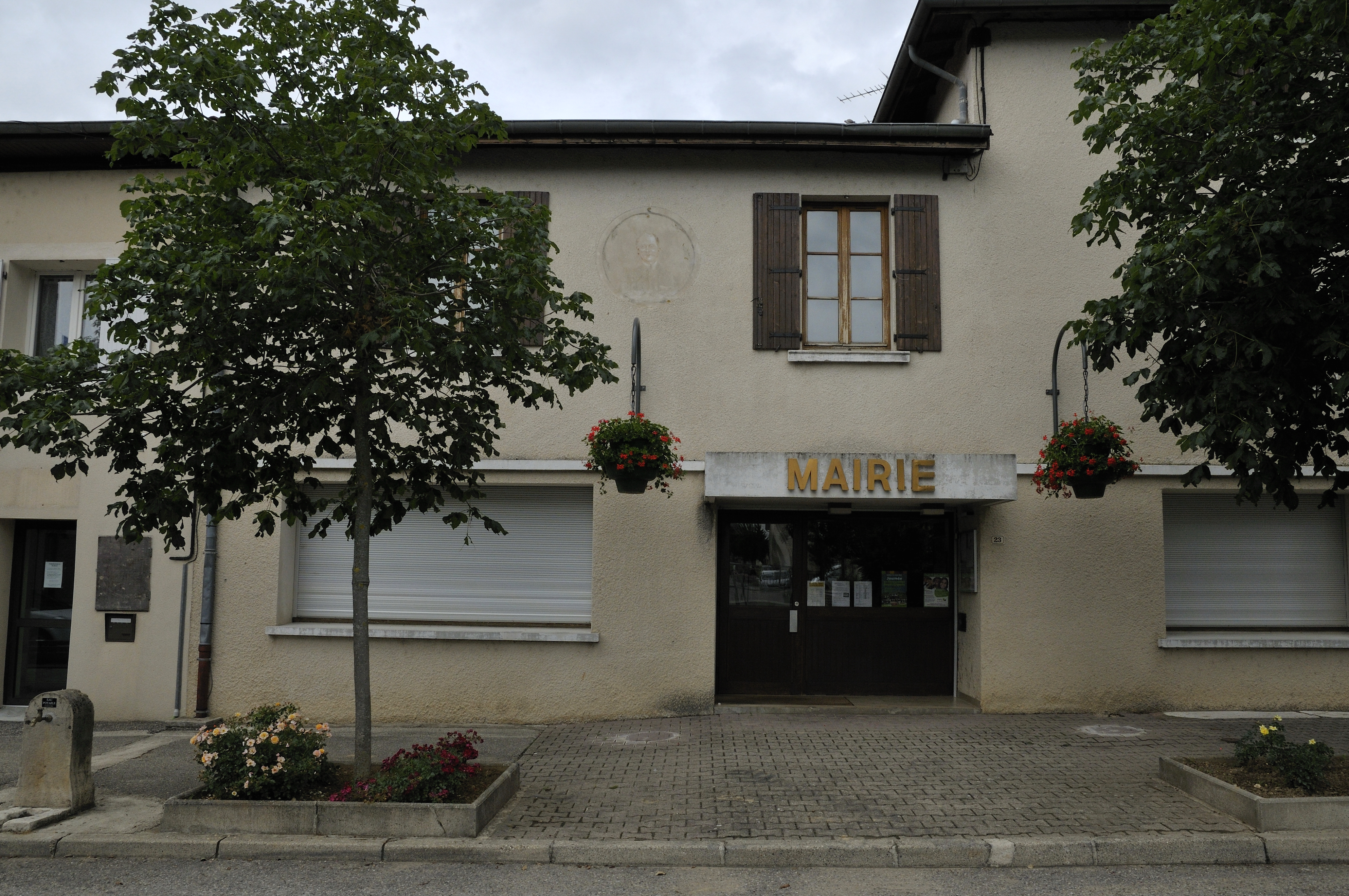
La mairie.

### Liste des maires
| Période                                                                      | Période                       | Identité                         | Étiquette | Qualité                                                            |
| ---------------------------------------------------------------------------- | ----------------------------- | -------------------------------- | --------- | ------------------------------------------------------------------ |
| Les données manquantes sont à compléter. : de la Révolution au Second Empire |                               |                                  |           |                                                                    |
| 1790                                                                         | 1871                          | ?                                |           |                                                                    |
| Les données manquantes sont à compléter. : depuis la fin du Second Empire    |                               |                                  |           |                                                                    |
| 1871                                                                         | 1874                          |                                  |           |                                                                    |
| 1874                                                                         | 1878                          | Josué Mottet                     |           |                                                                    |
| 1879                                                                         | 1884                          | Honoré Giraud                    |           |                                                                    |
| 1884                                                                         | 1888                          | Honoré Giraud                    |           |                                                                    |
| 1888                                                                         | 1892                          | Honoré Giraud                    |           |                                                                    |
| 1892                                                                         | 1897                          | Honoré Giraud                    |           |                                                                    |
| 1897                                                                         | 1900                          | Francis Terpan                   |           |                                                                    |
| 1900                                                                         | 1904                          | Francis Terpan                   |           |                                                                    |
| 1904                                                                         | 1908                          | Pierre Clave                     |           |                                                                    |
| 1908                                                                         | 1912                          | Pierre Clave                     |           | maire sortant                                                      |
| 1912                                                                         | 1919                          | Pierre Clave                     |           | maire sortant                                                      |
| 1919                                                                         | 1925                          | Pierre Clave                     |           | maire sortant                                                      |
| 1925                                                                         | 1929                          | Pierre Clave                     |           | maire sortant                                                      |
| 1929                                                                         | 1935                          | Pierre Clave                     |           | maire sortant                                                      |
| 1935                                                                         | 1945                          | Pierre Clave                     |           | maire sortant                                                      |
| 1945                                                                         | 1947                          | Pierre Clave                     |           | maire sortant                                                      |
| 1947                                                                         | 1953                          | Pierre Clave                     |           | maire sortant                                                      |
| 1953                                                                         | 1959                          | ?                                |           |                                                                    |
| 1959                                                                         | 1965                          | ?                                |           |                                                                    |
| 1965                                                                         | 1971                          | ?                                |           |                                                                    |
| 1971                                                                         | 1977                          | ?                                |           |                                                                    |
| 1977                                                                         | 1983                          | ?                                |           |                                                                    |
| 1983                                                                         | 1989                          | ?                                |           |                                                                    |
| 1989                                                                         | 1995                          | ?                                |           |                                                                    |
| 1995                                                                         | 2001                          | ?                                |           |                                                                    |
| 2001                                                                         | 2008                          | Edmond Gélibert                  | DVG       | président de la communauté de communes du canton de Bourg-de-Péage |
| 2008                                                                         | 2014                          | Edmond Gélibert                  |           | maire sortant                                                      |
| 2014                                                                         | 2020                          | Bruno Vitte                      |           | cadre supérieur                                                    |
| 2020                                                                         | En cours (au 21 janvier 2021) | Bruno Vitte[source insuffisante] |           | maire sortant                                                      |

### Politique environnementale
La commune dispose d'une déchèterie,.

## Population et société

### Démographie
En 2022 , la commune d’Hostun comptait 1048 habitants.
Au XXIe siècle, les recensements réels des communes de moins de 10 000 habitants ont lieu tous les cinq ans. Les autres chiffres sont des estimations[réf. nécessaire].
| 1793 | 1800 | 1806 | 1821 | 1831  | 1836 | 1841 | 1846  | 1851  |
| ---- | ---- | ---- | ---- | ----- | ---- | ---- | ----- | ----- |
| 704  | 840  | 792  | 770  | 1 044 | 974  | 963  | 1 006 | 1 055 |

| 1856 | 1861 | 1866 | 1872 | 1876 | 1881 | 1886 | 1891 | 1896 |
| ---- | ---- | ---- | ---- | ---- | ---- | ---- | ---- | ---- |
| 978  | 898  | 887  | 887  | 872  | 831  | 831  | 824  | 804  |

| 1901 | 1906 | 1911 | 1921 | 1926 | 1931 | 1936 | 1946 | 1954 |
| ---- | ---- | ---- | ---- | ---- | ---- | ---- | ---- | ---- |
| 831  | 797  | 768  | 648  | 622  | 646  | 619  | 684  | 704  |

| 1962 | 1968 | 1975 | 1982 | 1990 | 1999 | 2006 | 2011 | 2016 |
| ---- | ---- | ---- | ---- | ---- | ---- | ---- | ---- | ---- |
| 721  | 705  | 667  | 664  | 653  | 758  | 844  | 951  | 975  |

| 2021  | 2022  | - | - | - | - | - | - | - |
| ----- | ----- | - | - | - | - | - | - | - |
| 1 029 | 1 048 | - | - | - | - | - | - | - |

### Services et équipements
- Médiathèque municipale
- France Service
- Centre de loisirs
- Bureau de Poste
- Stade

- Salle d'escalade 

### Enseignement
- École primaire

- École maternelle

### Manifestations culturelles et festivités
- Fête communale : dimanche de la mi-Carême[17].

Les Hostunois organisent la fête des laboureurs avec plusieurs jours de festivité dont un corso de chars décorés avec des fleurs de papier. Autrefois les conscrits fabriquaient leur char et défilaient sur l'avenue des Marronniers[réf. nécessaire]. Fête organisée par le comité des fêtes
[réf. nécessaire].
- Fête du village le dernier samedi du mois de juillet organisée par l’association des Amis du village
- Tournoi de foot de ascension, Trail des Monts du Matin (Houston Trail),

### Loisirs
- Parc d'animation Le Monde merveilleux des lutins[18].
- Randonnées : GRP Tour des Monts du Matin[1].
- joli Paddock site de loisirs outdoor, karts électriques…

### Sports
- Club d'escalade
-Club de randonnée

### Médias
La commune est située sur l'aire de diffusion de Ici Drôme Ardèche, une radio publique également diffusée sur tout le territoire du département de la Drome et de l'Ardèche.

## Économie

### Agriculture
En 1992 : céréales, vergers, bovins, caprins.
- La noix de Grenoble (Appellation d'Origine Contrôlée)[réf. nécessaire].
- Aviculture[réf. nécessaire].
- Coopérative agricole[17].
- Produits locaux : les bugnes et le foujou (fromage à tartiner à base de tomme de chèvre)[réf. nécessaire].

### Industrie
- Carrières de kaolin[17] et de sable exploitées par une seule entreprise, la Sibelco, d'origine belge et exploitant de nombreuses carrières dans le monde. Elle emploie une trentaine de personnes sur le site d'Hostun, quartier Les Merles[réf. nécessaire].

### Tourisme
Le tourisme est une activité en plein essor sur la commune, l'hébergement rural sous forme de gîtes ou de chambres d'hôtes offrant plus  d'une centaine de lits sur la commune[réf. nécessaire]. La randonnée et le VTT sont très pratiqués sur les hauteurs de la commune. Les visiteurs apprécient le riche patrimoine historique : Le site de Saint-Martin (église inscrite, ...), sa chapelle des pénitents, son prieuré,... Le moulin à huile au cœur du village de Saint-Maurice, le Mottet (Motte Castrale), ...

## Culture locale et patrimoine

### Lieux et monuments

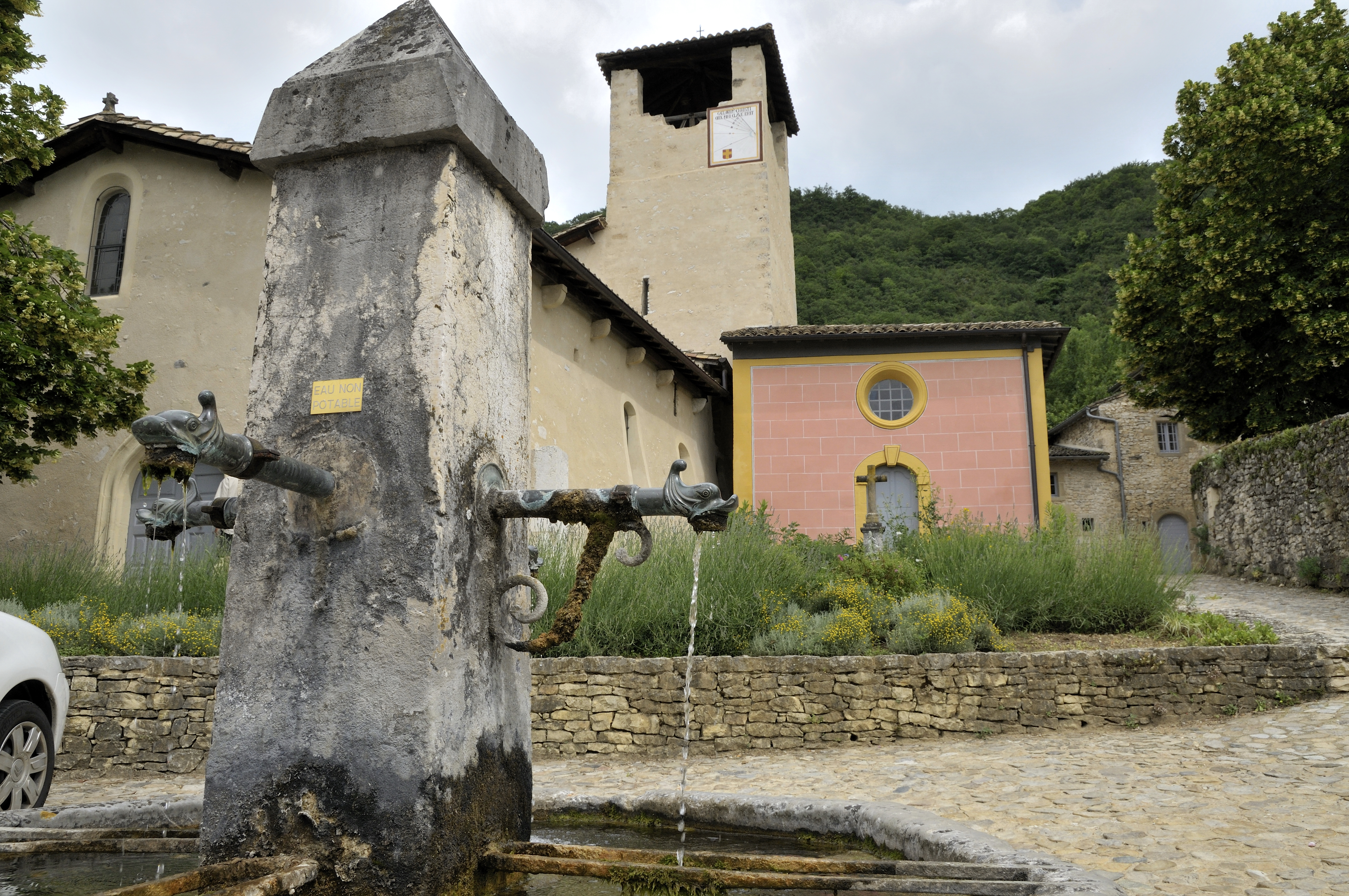
Saint-Martin-d'Hostun église du XIe siècle.

- Le Mottet : Motte castrale, emplacement du château médiéval d'Hostun rasé[19].
- Château féodal Saint-Martin : remanié[17].
- Château de la croix avec mâchicoulis du XVe siècle[réf. nécessaire].
- Maisons anciennes à Saint-Martin[17].
- Vierge du Mottet[réf. nécessaire].
- Crèche populaire sous verre (objet classé)[17].
- Église Saint-Maurice du XIXe siècle à Saint-Maurice[17].
- Église Saint-Martin d'Hostun. L'édifice a été inscrit au titre des monuments historiques en 1978[20].

### Patrimoine culturel
- Orchestre d'harmonie des « Enfants d'Hostun »[réf. nécessaire].

#### Citations littéraires
Des membres de la Maison d'Hostun sont cités dans des œuvres littéraires :
- Dans le roman de Guy Allard, Un tournoi à Romans en 1484 (1673), deux membres de la maison d'Hostun figurent parmi les participants au tournoi, notamment Charles d'Hostun dont on apprend qu'il se rendit à Rochechinard pour rencontrer Djem, rival malheureux de son frère Bajazet II dans la succession de leur père, le sultan ottoman Mehmed II.
- Catherine de Bonne, épouse de Roger d'Hostun, marquis de la Baume-d'Hostun, est citée dans la correspondance de Madame de Sévigné et les Mémoires de Roger de Bussy-Rabutin.
- Dans sa correspondance, madame de Sévigné accorda une place de choix à  Roger de Bussy-Rabutin, son cousin. Cependant, dès 1668, le ton de l'échange se tend à cause du portrait désagréable que Bussy fit de sa cousine dans son Histoire amoureuse des Gaules. Cependant, il avait de l'estime pour sa cousine et aurait préféré qu'elle ne lise pas ce texte qui était alors à l'état de manuscrit. Dans ses Mémoires, Bussy expliquera qu'il eut l'imprudence de laisser ce manuscrit à madame de la Baume, en 1662, alors qu'il lui rendait visite au couvent de la Miséricorde, à Lyon, où son mari la tenait enfermée afin de mettre un terme à ses écarts de conduite. Bussy céda à sa demande et lui laissa lire le manuscrit. Contrairement à sa promesse, madame de la Baume le recopia et plusieurs exemplaires du manuscrit finirent ainsi par circuler. L'un atterrit entre les mains de madame de Sévigné qui, dans sa lettre du 26 juillet 1668, raconte l'événement : Il y eut des gens qui me dirent en ce temps-là : « J'ai vu votre portrait entre les mains de Madame de la Baume, je l'ai vu ». Je ne réponds que par un sourire dédaigneux, ayant pitié de ceux qui s'amusaient à croire à leurs yeux. « Je l'ai vu », me dit-on encore au bout de huit jours, et moi de sourire encore. [...] Et je demeurai cinq ou six mois de cette sorte, faisant pitié à ceux dont je m'étais moquée. Enfin le jour malheureux arriva où je vis moi-même, et de mes propres yeux bigarrés, ce que je n'avais pas voulu croire. Si les cornes me fussent venues sur la tête, j'aurais été moins étonnée.

### Patrimoine naturel
- Vue étendue sur un paysage vallonné[17].
- Un aven[1](Appelé le Scialet)

### Personnalités liées à la commune
- La Maison d'Hostun, notamment Camille d'Hostun (1652-1728) qui deviendra maréchal de France (1703), duc d'Hostun (1712), pair de France (1715) et président de l'Académie des sciences (1724). Ce militaire prendra notamment part à la bataille de Blenheim (13 août 1704) lors de la guerre de Succession d'Espagne.
- Philippe Clave (1916-1996), issu d'une des vieilles familles du village : général d'armée, gouverneur militaire de Paris de 1973 à 1975.
- Jacques Terpant (né à Hostun, en 1957) : illustrateur et auteur de bandes dessinées. Il réside à Hostun.

### Héraldique, logotype et devise
| Blason de Hostun | Blason  | De gueules à la croix engrêlée d'or.                                                                                  |
| Blason de Hostun | Détails | Armoiries de la maison d'Hostun, ayant tenu la localité à fief pendant plusieurs siècles. Adopté par la municipalité. |